# Diana López
Diana López (Sugar Land, 7 de janeiro de 1984) é uma taekwondista estadunidense, campeã mundial.
Diana López competiu nos Jogos Olímpicos de 2008 e 2012 na qual conquistou a medalha de bronze, em 2008.